# Gemma Arimany
Gemma Arimany Capdevila (Olot, 12 de juliol de 1980) és una escriptora, poeta, professora i lingüista catalana.
A banda de la poesia, el gènere literari que més ha cultivat, Arimany ha signat contes i ha combinat l'escriptura amb les classes de llengua i literatura catalanes a secundària i la recitació i el cant. A més, ha format part del consell de redacció de la revista olotina A 440 m sobre el nivell del mar, juntament amb Maribel Torres.
Ha actuat, entre altres llocs, al Festival de Poesia de Girona, en més d'una ocasió, al Tocats de Lletra de Manresa i al Festival Mot d'Olot (en una taula rodona al costat de Lluís Riera i Salem Zenia).

## Biografia
Llicenciada en Filologia Catalana per la Universitat de Barcelona, el 2002 va rebre el XXVII premi de poesia Martí Dot, de Sant Feliu de Llobregat, amb l'obra Ferro trencadís, que va publicar el 2003 l'editorial Viena Edicions. El setembre d'aquell mateix any va ser comissària d'una exposició en homenatge a l'escriptor i pintor modernista Marian Vayreda, també olotí, organitzada per la Institució de les Lletres Catalanes. Durant aquells anys, va començar a actuar en recitals de poesia: primer com a rapsoda en solitari; més endavant, entre els anys 2005 i 2007, va formar el duet Mecànica Orgànica amb Arnau Tintó a la guitarra i, a partir de 2018, amb Montse Maestre Casadesús, formant Revers.
El mateix any 2007 va publicar De portes endins, un recull de contes', un dels quals havia rebut el premi Ciutat d'Olot de narrativa experimental l'any 2002. Un any després va col·laborar amb un conte a la col·lecció de set volums de l'impressor bibliòfil Elies Plana de títol Contes de Minerva. La seva tercera obra, Ulls a través, va guanyar el XV premi de poesia Miquel Martí i Pol, de Cerdanyola del Vallès, i va ser editada pel Servei de Publicacions de la Universitat Autònoma de Barcelona el 2010.
L'any 2019 va obtenir el premi Mossèn Narcís Saguer, de Vallgorguina, i li va permetre publicar el poemari Colors Primaris de la mà de Parnass Edicions, un llibre dividit en tres parts que conté il·lustracions de Maite Amàrita.
Juntament amb les poetes Rosa Font i Roser Domènech, Gemma Arimany va participar el 2021 a la primera edició del cicle de poesia Baix Continu, un homenatge a l'obra de la manlleuenca Josefa Contijoch organitzat per ARBAR amb el recull Arran de la bardissa, format per disset poemes. L'associació també va publicar una col·lecció de dones poetes homònima dissenyada per Isabel Banal que, en la seva publicació posterior en homenatge a Quima Jaume, va recollir poemes de Zoraida Burgos, Nati Soler i Laura López Granell, entre d'altres.
El 2023 apareix a la primera antologia de poesia catalana feminista: Flamarades sortiran, publicada per Godall Edicions i antologada per Maria Antònia Massanet. A finals d'agost del mateix any, publica Glatir, un recull de seixanta poemes amb pròleg de Maria Rosa Font Massot.

## Temàtica
La poesia de Gemma Arimany parteix del terreny personal i vital i en fa una revisió social, cultural i també política. Ha escrit sobre l'amor, l'erotisme i el desig i ha reflexionat sobre el fet poètic i, de retruc, sobre el paper que hi juguen i hi han jugat les dones.
L'escriptora ha participat en recitals que donen suport al feminisme i el col·lectiu LGBT, i, arran dels fets de l'1 d'octubre, també va escriure i recitar diversos textos al voltant del succés, sobretot amb el recital L'estrebada, que presenta amb el seu duet Mecànica Orgànica.

## Obra

### Poesia
- Ferro trencadís. Viena Edicions, 2003
- Ulls a través. Servei de Publicacions de la Universitat Autònoma de Barcelona, 2010
- Colors Primaris. Parnass Edicions, 2019
- Glatir. Editorial Trípode, 2023

### Reculls de contes
- De portes endins. CCG Edicions, 2007

### Col·laboracions
- Contes de Minerva, col·labora en aquesta col·lecció d'Elies Plana amb el conte L'alliberament. 2008
- Poesia a la frontera: Antologia de poetes en llengua catalana, aragonesa i castellana, antologada per Santi Borrell. March Editor, 2011
- Baix continu 2021, coordinat per Roser Domènech Oliva. Arbar, 2021
- Flamarades sortiran, antologada per Maria Antònia Massanet. Godall Edicions, 2023